# BLAG Linux and GNU
BLAG Linux and GNU este o distribuție de Linux bazată pe RPM.